# Battlescombe
Battlescombe – wieś w Anglii, w hrabstwie Gloucestershire. Leży 16 km na południowy wschód od miasta Gloucester i 141 km na zachód od Londynu.